# Otto Fischer-Lamberg
Otto Fischer-Lamberg (* 3. Januar 1886 in Mitau; † 25. November 1963 in Halle/Saale) war ein deutscher Maler.

## Leben und Werk
Fischer stammt aus einer baltendeutschen Familie, die 1888 aus Lettland nach Berlin kam, wo sein Vater Professor an der Preußischen Kriegsakademie geworden war. Fischer machte 1904 in Berlin das Abitur und studierte danach bis 1907 an der Hochschule für Bildende Künste in Berlin-Charlottenburg und der Königlichen Kunstschule Berlin. 1907 legte er die Zeichenlehrerprüfung für höhere Schüler ab. Von 1908 bis 1910 studierte er bei Hans Olde und Fritz Mackensen an der Großherzoglich-Sächsischen Kunstschule Weimar. Ab 1912 war er akademischer Zeichenlehrer an der Universität Halle/Saale.
Von 1914 bis 1919 war er im Kriegseinsatz und längere Zeit im Lazarett. Er erhielt u. a. das Eiserne Kreuz 1. Klasse.
Seit 1920 führt Fischer den Namen seiner Mutter als Namenszusatz, um sich von dem Maler Otto Fischer zu unterscheiden.
Neben seiner Tätigkeit als Lehrer schuf er als Maler ein umfangreiches künstlerisches Werk. Ab 1908 beschäftigte er sich mit Druckgrafik. Bis 1920 entstanden vor allem Radierungen. Dann wandte er sich dem Holzschnitt zu. Daneben schuf er auch Aquarelle. Er war stark dem Expressionismus verbunden und gehörte der „Hallischen Künstlergruppe“ an. Zeitlebens beschäftigte er sich mit der Literatur des 19. Jahrhunderts, wobei seine Vorliebe den Werken russischer und nordischer Erzähler galt. Viele Bilder zeigen Motive seiner Heimatstadt Halle. Bilder Fischer-Lambergs wurden u. a. von der Görlitzer Zeitschrift Die Lebenden. Flugblätter veröffentlicht.
1923 gründete Fischer-Lamberg in Halle den „Wirtschaftsverband Bildender Künstler“, dessen Vorsitzender und Geschäftsführer er dann mehrere Jahre war.
Zwischen 1926 und 1939 unternahm er mehrere Studienreisen ins Ausland, u. a. nach Frankreich, Dänemark und Italien. Neben seiner künstlerischen Tätigkeit gab er privaten Malunterricht. Zu seinen Schülern gehörten u. a. Hermann Bachmann, Friedrich Wilhelm Blaschke und Meinolf Splett.
Fischer-Lamberg war bis 1930 Mitglied der Deutschnationalen Volkspartei. Obwohl seine künstlerischen Ansichten im Gegensatz zur Nazi-Ideologie standen, trat er 1933 der NSDAP (Mitglied Nr. 3 065 263) und weiteren faschistischen Organisationen bei, mutmaßlich, um seine berufliche Existenz nicht zu gefährden.
1937 wurden in der Aktion „Entartete Kunst“ seine Bilder Landstraße und Wölfe aus der Städtischen Kunstsammlung Gelsenkirchen beschlagnahmt und zerstört.
Ab 1941 war Fischer-Lamberg als Hauptmann bei verschiedenen Militärverwaltungen, ab 1944 als Major in einem Luftgaukommando. 1946 wurde er im Rahmen der Entnazifizierung von der Universität entlassen. Danach betrieb er in seinem Atelier Am Weidenplan eine umfangreiche private Lehrtätigkeit. Zu seinen Schülern gehörten u. a. Manfred Gabriel, Karl-Heinz Köhler, Joachim Lehmann und Walter Opitz. Krankheitsbedingt lebte Fischer-Lamberg die letzten Jahre zurückgezogen. Ab 1946 war er Mitglied der CDU.
1975 war in der maßgeblichen Kunstzeitschrift der DDR, Bildende Kunst, zu lesen, dass Fischer-Lamberg „nach 1933 einen leider bisher noch nicht gewürdigten Beitrag zur antifaschistischen Kunst leistete.“
Werke Fischer-Lambergs befinden sich u. a. in der Stiftung Moritzburg Halle, in der Kustodie der Martin-Luther-Universität Halle-Wittenberg, im Deutschen Museum München, im Deutschen Literaturarchiv Marbach, im Kleistmuseum Frankfurt/Oder und in der Sammlung Gerhard Schneider, Stiftung für verfemte Kunst, Solingen.

## Werke (Auswahl)

### Holzschnitte (Auswahl)
- Die Brüder Karamasow (Zyklus, von 20 Blätter, 1930) u. a.[5][6]
- Michael Kohlhaas (Zyklus, 1932–1935)
- Tingel-Tangel (Zyklus, 1931)
- Großstadt (Zyklus, 1931)

### Andere Techniken (Auswahl)
- Die vier Evangelisenten (Tafelbild, Öl, 1935)
- Häuserzeile in Florenz (Aquarell, 1939)[7]

### Buchillustrationen
- Max Geißler: Neues Märchenbuch. L. Staackmann, Leipzig, 1912

## Ausstellungen (unvollständig)
- 1912: Weimar, Großherzogliches Museum für Kunst und Kunsthandwerk (Zeichnungen)[8]
- 1946: Halle, Städtisches Museum in der Moritzburg („Kunstausstellung 1946 der Provinz Sachsen“; mit 19 Arbeiten)[9]
- 1956: Halle, Staatliche Galerie Moritzburg

### Postum
- 1989: Halle, Kleine Galerie des Instituts für Biochemie
- 1998: Halle, Galerie Marktschlösschen
- 2000: Dessau, Orangerie der Anhaltischen Gemäldegalerie
- 2012 Freyburg/Unstrut: Weingalerie am SchweigenBerg[10]